# Kotwicz
Kotwicz (Ćwieki, Kotłicz, Kottwitz, Kotwic) – polski herb szlachecki.

## Opis herbu
Opis zgodnie z klasycznymi regułami blazonowania:
W polu srebrnym pas czerwony.
Klejnot ramię zbrojne z mieczem.
Labry srebrne, podbite czerwienią.
Inne odmiany tego herbu to:
- w polu czerwonym pas srebrny - posługiwali się nią Kaleczyńscy
- w polu srebrnym pas czarny - posługiwali się nią Kojatowicze, Lankiewicze, Niesieccy, Ostrowscy, Strupińscy, Tołkacze

## Najwcześniejsze wzmianki
Pierwsza wzmianka o herbie Kotwicz pochodzi z 1281 roku, kiedy dwaj bracia z domu austriackiego zwani Pohnerami pieczętujący się herbem Kotwicz przybyli na ziemie śląskie.
Najstarsza znana pieczęć średniowieczna pochodzi z 1357 r. - Jana, biskupa poznańskiego. Najstarsza wzmianka sądowa pochodzi z 1422 r.

## Herbowni

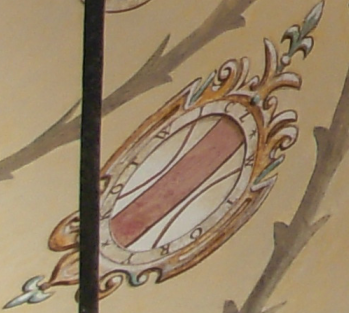
Herb Kotwicz (odmiana Strzała VI) w zamku w Baranowie Sandomierskim

Bandziński, Bodner, Chmielnik, Ćwieki, Czaplicki, Dłuski, Dzieganowski, Gilewicz, Gilewski, Gilowski, Golicki, Głanicki, Gołaniecki, Gołycki, Gorczyński, Grodlinski, Hajański, Hełmidowski, Hemidowski, Herniczek, Hoitkiewicz, Ibrański, Ippohorski, Ippohorski-Lenkiewicz, Pochorski-Łenkowicz, Jasiecki, Jasieniecki, Jedlecki, Kalecki, Kalenkowski, Kalęcki, Kalęczyński, Kaliniewicz, Kalęnczyński, Kęsmiński, Kęśmiński, Kolinkiewicz, Kołtan, Komorowski, Korycki, Korzycki, Kotficz, Kotwicki, Kotwicz, Krzycki, Kunikowski, Lenkiewicz, Łenkowicz, Linkiewicz, Majchrzyk, Marchlewski, Mikosza, Mąkoliński, Muchlicki, Muchliński, Muczyński, Olbrotowski, Pochner, Radomicki, Remar, Sasin, Siestrzencowicz, Silheim, Silhen, Smolicki, Smolik, Smulikowski, Strupiński, Strzaliński, Strzała, Swęderski, Sylchanowski, Sylchen, Temric, Tołkacz, Tylkowski, Wężykowski, Wilkowski, Wryszkolski, Wryszkowski, Wyrzykowski,  Załucki, Zceleraty, Zeceleraty, Zgorski, Zgórski, Zukiński, Żukiński, Żukliński